# Léon-François-Ferdinand de Salignac de La Mothe-Fénelon
Pour les articles homonymes, voir Fénelon (homonymie) et Salignac.
Léon-François-Ferdinand de Salignac de La Mothe-Fénelon (né à La Haye le 30 mai 1734, mort à Lombez le  18 novembre 1787), est un ecclésiastique qui fut évêque de Lombez de 1771 à 1787.

## Biographie
Léon-François-Ferdinand est le 3e fils de Gabriel-Jacques de la Mothe-Fénelon, marquis de Fénelon (né en 1688 et tué le 11 octobre 1746 lors de la bataille de Rocourt) et de Louis-Françoise Le Peletier, fille de Louis Le Peletier, premier président du Parlement de Paris. Il nait à La Haye où son père est ambassadeur de France auprès des Provinces-Unies. Il est le neveu de François-Barthélemy de Salignac de la Mothe-Fénelon et l'arrière petit-neveu de Fénelon.
À la mort de son oncle l'évêque de Pamiers, il reçoit le bénéfice familial de Saint-Pierre de Carennac. Aumônier du Roi, il est désigné comme évêque de Lombez en 1771. Confirmé le 23 septembre, il est consacré en décembre suivant dans la chapelle royale du château de Versailles par le cardinal Charles-Antoine de la Roche-Aymon, archevêque de Reims. Dans son diocèse il s'adjoint l'abbé Jean-Sifrein Maury comme vicaire général et laisse le souvenir un prélat « vertueux et charitable ». Il se démet de son siège épiscopal en 1787 avant de mourir la même année.